# Žijeme la pura vida
Žijeme la pura vida (v anglickém originále Livin La Pura Vida) je 7. díl 31. řady (celkem 669.) amerického animovaného seriálu Simpsonovi. Scénář napsal Brian Kelley a díl režíroval Timothy Bailey. V USA měl premiéru dne 17. listopadu 2019 na stanici Fox Broadcasting Company a v Česku byl poprvé vysílán 18. srpna 2020 na stanici Prima Cool.

## Děj
Zatímco Marge vyzvedává Barta z přespávání u Van Houtenových, Luann zve Simpsonovy na každoroční dovolenou na Kostarice. Marge spěchá domů, aby sdělila tuto novinu rodině, která jednomyslně souhlasí. Líza zaslechne Homera a Marge, kteří diskutují o tom, jak je pro ně dovolená drahá.
Na letišti se Simpsonovi setkávají s Van Houtenovými, Dlahovými, inspektorem Chalmersem a jeho dcerou Shaunou a Patty a její novou přítelkyní Evelyn. Ačkoli se Homer snaží být na Evelyn milý kvůli Patty, ta ho otevřeně shazuje kvůli tomu, co o něm zaslechla. Po příjezdu na Kostariku se Líza obává o rodinný rozpočet. Kirk si zapisuje veškeré výdaje a na konci dovolené se rodiny vyrovnají.
Při večeři Homer a Evelyn rychle zjistí, že mají hodně společného. Další ráno jdou na pláž, zatímco ostatní členové výpravy nakupují. Jakmile se však z nákupu vrací, najdou Homera s Evelyn, kteří dovolili opicím vstup do vily a ty vilu poškodily, opilé a spálené sluncem. Marge je na Homera naštvaná a ten jí slíbí, že se bude po zbytek dovolené chovat slušně, aby vyfotili dokonalou fotografii.
Homer a Marge tedy vyfotí dokonalou fotografii z dovolené u vodopádu, ale Evelyn skáče do vody, která následně vystříkne, a telefon sebere ryba. Při večeři Patty před zklamanou Marge obviňuje Homera, že přiměl Evelyn, aby se snížila na Homerovu úroveň. Marge obhajuje Homera, protože Evelyn za vše může a má na Homera špatný vliv, neboť se chová stejně jako on. Patty je naštvaná a následně se s Evelyn rozejde.
Bart zjistí, že se Líza obává o rodinný rozpočet, takže navrhuje, aby svým rodičům ukázali výdaje v Kirkovu notesu. Vejdou do ložnice Kirka a Luann a hledají notes. Pod postelí Líza najde podle její teorie „kamenné koule, které mají nedozírnou hodnotu“. Líza tuto novinu vyzradí rodinám jako domněnku, že Van Houtenovi tyto cenné koule převáží domů, kde je prodávají, aby na tak drahou dovolenou měli. Kirk jí ale vysvětlí, že se jedná o pepřenky a slánky, měl to být dar pro rodiny.
Následující ráno se Simpsonovi rozhodnou opustit Kostariku a Kirk jim předá účet. Naúčtoval jim i pepřenky a slánky, které měly být dar a Simpsonovi je ani nedostali. Rozhodnou se proto vplížit zpět do ložnice Van Houtenových, aby si jejich pepřenky a slánky vzali, ale Bart neúmyslně odkryje obraz objevitele Kirkedemia Van Houtena, jenž postavil vilu, kterou nyní vlastní Van Houtenovi. Ostatní rodiny tudíž žádají vrácení peněz. V rozruchu se Marge Patty omlouvá, že způsobila její rozchod s Evelyn. Říká Patty, že zatímco ji Homer nenávidí, Evelyn ji miluje víc než kohokoliv jiného na světě. Patty pak souhlasí, že se s Evelyn smíří.
Kirk velmi nerad vrací rodinám peníze zpět. Homer se chce vrátit k vodopádu, aby znovu vyfotili dokonalou fotografii, ale Marge ho přesvědčí, že dovolené nejsou o žádných fotkách, ale o tom, že si užíváte svůj život. Následně lze spatřit, jak se Patty s Evelyn smířila a užívají si spolu.

## Přijetí

### Kritika
Tony Sokol, kritik Den of Geek, okomentoval epizodu: „Simpsonovi se v 7. epizodě 31. řady Žijeme la pura vida zúčastnili dovolené několika rodin, ale většinu vtipů nechali doma,“ a ohodnotil ji 3 hvězdičkami z 5.
Dennis Perkins, kritik The A. V. Club, uvedl: „Dobře napsaní Simpsonovi předvedli pro změnu uspokojivou dovolenou,“ a udělil jim hodnocení B+.

### Ocenění
Brian Kelley získal za svůj scénář k tomuto dílu nominaci na Cenu Sdružení amerických scenáristů za nejlepší animovaný díl – televizní kategorie na 72. ročníku předávání Cen Sdružení amerických scenáristů.